# Cardiosace sphendonistis
Cardiosace sphendonistis là một loài bướm đêm trong họ Noctuidae.